# Aeroportul Nanisivik
Aeroportul Nanisivik (IATA: YSR, ICAO: CYSR) este un aeroport din Nunavut, Canada ce deservește zona Arctic Bay⁠(d).
Situat la o altitudine de 642 m, aeroportul dispune de o singură pistă.